# 28 juin 1916
Le mercredi 28 juin 1916 est le 180e jour de l'année 1916.

## Naissances
- Muzz Patrick (mort le 27 juillet 1998), hockeyeur sur glace canadien
- Robert Guthrie (mort le 23 juin 1995), médecin américain
- Virgilio Rodríguez Macal (mort le 13 février 1964), écrivain guatémaltèque

## Décès
- Ștefan Luchian (né le 13 février 1868), peintre roumain
- Christian Luerssen (né le 6 mai 1843), botaniste allemand
- Hervé de Broc (né le 24 janvier 1848), historien, romancier et poète français